# Halton (West Yorkshire)
Halton – dzielnica miasta Leeds, w Anglii, w West Yorkshire, w dystrykcie metropolitalnym Leeds. Leży 4,8 km od centrum miasta Leeds i 271 km od Londynu. W 2001 roku dzielnica liczyła 22 742 mieszkańców. Halton jest wspomniana w Domesday Book (1086) jako Halletun(e).